# کلیسای مرن
کلیسای مِرِن (به ارمنی Մրենի տաճար - به انگلیسی Cathedral of Mren)، کلیسایی است متعلق به ارمنیان؛ به فاصلهٔ یک کیلومتری مرز ارمنستان در منطقه دیغور، استان قارص در ارمنستان غربی قرار دارد که ساخت آن در دوران حاکمیت ساسانیان بر ارمنستان در ۶۳۱ میلادی به دست مرزبان ارمنی، داوید ساهارونی، آغاز شد و در ۶۳۹ میلادی خاتمه یافت.

## تاریخ
به گواه سبئوس، در کنار این کلیسا روستای بزرگ و آبادی قرار داشته که اهالی آن، پس از سرکوب شورش ارمنستان به دست عرب‌ها در ۷۷۱ میلادی، برای تنبیه شورشیان، قتل‌عام یا به اسارت برده شدند. در زمان استقلال ارمنستان، در دوران حکومت دودمان باگراتونی بار دیگر جمعیت قابل توجهی در اطراف کلیسا سکونت می‌کنند.
طی جنگ‌های سپاهیان ارمن‌شاهان با ارتش مشترک ارمنی - گرجی در ۱۱۶۳ میلادی سپاهیان ارمن‌شاهان اهالی روستای مرن را کشتند و کلیسا را نیز به آتش کشیدند که هنوز آثار آن بر روی دیوارهای داخلی، به خصوص، در زیر گنبد قابل رؤیت است. در ۱۲۷۶ میلادی، حاکم ارمنی ایروان این منطقه را از مغول‌ها خریداری و قصر خود را در این مکان بنا کرد که خرابه‌های آن تا نیمهٔ اول سده بیستم باقی‌مانده بود، اما در حال حاضر اثری از آن بر جای نمانده است. کلیسا تا سده بیستم به کار خود ادامه داد اما پس از عهدنامه مسکو (۱۹۲۱) و محول ساختن منطقهٔ قارص به ترکیه متروکه شد.
در یک دههٔ اخیر دولت ترکیه چندین ردیف از سنگ‌های پوششی پی‌های دیوارهای خارجی را برداشته‌اند تا بر اثر عوامل طبیعی پایه‌های ساختمان سست و سبب تخریب کامل آن شود؛ هم‌زمان نیز دست به تخریب سنگ صلیب‌ها و سنگ نوشته‌های روی دیوارها زده‌اند. با وجود اینکه کلیسا در منطقه نظامی قرار دارد از گزند شکارچیان گنج در امان نمانده و باعث تخریب بیشتر کلیسا شده است.

## معماری کلیسا
در اوایل سده بیستم، در مکان کنونی کلیسای مرن، معبدی از دوران اورارتو قرار داشته که در سده سوم میلادی معبدی جدید به صورت بازیلیکا ستون دار در محل آن بنا و پس از رسمی شدن دین مسیحیت در ارمنستان، از اوایل سده چهارم میلادی، تبدیل به کلیسا شده است. در سده هفتم میلادی این بنا بازسازی و با قرار دادن گنبد بر روی آن تبدیل به بازیلیکا گنبددار شد و برای تحمل وزن گنبد ستون‌های آن تقویت شد. کلیسای مرن در سده سیزدهم میلادی بار دیگر مورد مرمت قرار گرفت و در دیوارهای خارجی آن سنگ صلیب‌های متعددی نصب شد. بررسی‌ها مشخص نموده که حجاری‌های واقع در سردر چهار ورودی و اطراف نورگیرها مربوط به سده هفتم و در مواردی نیز مربوط به سده چهارم میلادی است که قدیسان مسیحیت را به تصویر کشیده است.
هم‌زمان با مرمت کلیسا در سده سیزدهم میلادی، نمازخانه و یک صحن چهار ستونی نیز در کنار کلیسا بنا شد که ویرانه‌های آن تا نیمهٔ سده بیستم میلادی وجود داشت اما در حال حاضر اثری از آنها باقی نمانده است. کلیسای مرن به غیر از ارزش تاریخی از نظر معماری نیز دارای اهمیت بسیاری است؛ زیرا یکی از معدود بازیلیک‌های ستون دار باقی‌مانده از دوران پیش از مسیحیت است که در دوره‌های بعدی گنبد دار شده است.